# Frank van den Eeden
Frank van den Eeden (14 mei 1971) is een Nederlands director of photography. Hij werkt in Vlaanderen en is vooral bekend van zijn werk voor Fien Troch en Jan Verheyen. Hij werkt aan speelfilms, korte films, televisieseries, videoclips en commercials.

## Levensloop
Van den Eeden studeerde aan de Hogeschool Sint-Lukas Brussel, aanvankelijk voor regie, maar besloot later te wisselen naar camerawerk.
Zijn eerste films waren Blinker en het Bagbag-juweel van regisseur Filip Van Neyghem en Een ander zijn geluk van Fien Troch.

## Erkenning
Van den Eeden won een groot aantal prijzen. Onder meer werd Een ander zijn geluk in 2006 bekroond met de Selection Camerimage.
Met de film Tanghi Argentini werd zijn cinematografie bekroond tijdens het Brussels Short Film Festival en Kodak Showcase Selection in 2007, en het Byron Bay International Film Festival in Australië en met een Oscar-nominatie in 2008.
In 2012 werd zijn werk aan de dramafilm The Invader bekroond met de Vlaamse Filmprijs voor beste cinematografie.
In 2014 won van den Eeden de Vlaamse Cultuurprijs voor Film, een van de CultuurPrijzen Vlaanderen omwille van "zijn bijzonder dramaturgische inzichten en zijn houding en werkethiek die als voorbeeld kunnen dienen voor collega’s en de jongere generatie". Aan een Cultuurprijs is een bedrag van 12.500 euro verbonden. Als laureaat ontving hij ook het bronzen beeldje ‘La ultima isla’ van Philip Aguirre.

## Filmografie
- 1996: Eenzaamheid is des mensen (korte film)
- 1996: Trois couleurs noir (korte film)
- 1996: Mexico ofzo (korte film)
- 1997: Striker Bob (korte film)
- 1997: Home Movie (korte film)
- 1997: Super (korte film)
- 1998: Los taxios (korte film)
- 1998: Selina (korte film)
- 1999: Singels (korte film)
- 2000: Blinker en het Bagbag-juweel
- 2001: Dialing the Devil (korte film)
- 2002: Dennis (tv-serie)
- 2002: Cool Sam & Sweet Suzie (korte film)
- 2002: Sedes & Belli (tv-serie)
- 2003: Joséphine (korte film)
- 2003: Team Spirit 2
- 2004: Drive Me Crazy (korte film)
- 2004: Fast Forward (korte film)
- 2005: Team spirit - de serie II (tv-miniserie)
- 2005: Een ander zijn geluk
- 2005: État d'âme (korte film)
- 2005: Dag opa (korte film)
- 2005: The Sunflyers (korte film)
- 2006: Tanghi Argentini (korte film)
- 2006: De gek op de heuvel (tv-film)
- 2006: Pillar (korte film)
- 2007: Man zkt vrouw
- 2008: Unspoken (director of photography)
- 2009: Dossier K.
- 2008:-10 Vermist (tv-serie)
- 2010: Brownian Movement
- 2010: The Palace (korte film)
- 2011: Swooni
- 2011: The Invader
- 2012: Kid
- 2012: Milo
- 2013: Boven is het stil
- 2013: Het vonnis
- 2014: De Behandeling
- 2014: Flying Home
- 2016: Home
- 2016: Le Passé devant nous
- 2018: Girl
- 2019: De Patrick
- 2024: Small Things Like These

- Gemeinsame Normdatei: 139007369
- International Standard Name Identifier: 0000 0000 6973 6279
- Nationale Bibliotheek van Tsjechië: xx0157437
- PIC: 387214
- Système universitaire de documentation: 234202106
- Virtual International Authority File: 95607017
- WorldCat: E39PBJgMyGYTMHBDpJ4VCTcHG3